# Liste der Brücken in Wien/Simmering
Diese Liste beinhaltet jene Wiener Brücken, die sich im 11. Bezirk Simmering befinden. Weitere Brücken, die an den 11. Bezirk grenzen oder sich nur teilweise auf seinem Bezirksgebiet befinden, von der Brückeninformation Wien aber anderen Bezirken zugeordnet sind, befinden sich in den jeweiligen Listen der angrenzenden Bezirke.

## Brücken
| Objekt / Teilobjekt                              | Foto | Lage                             | Verwaltung / Objektnr. | System                                | Material                     | Brückenklasse             | Länge (m) | Breite (m) | Baujahr | Anmerkungen                                              |
| ------------------------------------------------ | ---- | -------------------------------- | ---------------------- | ------------------------------------- | ---------------------------- | ------------------------- | --------- | ---------- | ------- | -------------------------------------------------------- |
| Fuchsröhrensteg                                  | 1    | Wilhelm-Otto-Straße Standort     | Gemeinde B110900       | Balken/Plattentragwerk freiaufliegend | Stahl mit orthotroper Platte | Fußgängerbrücke Klasse II | 10        | 3          | 1993    |                                                          |
| Gadnergassenbrücke §12, Steg über ÖBB            | 0 BW | Eisenbahn Standort               | ÖBB B110300            | keine Angabe                          |                              | keine Angabe              |           |            |         |                                                          |
| Gelsengrabensteg                                 | 1    | Standort                         | Gemeinde B111200       | Balken/Plattentragwerk freiaufliegend | Stahl mit Holzbohlen         | Fußgängerbrücke Klasse II | 10        | 3          | 2000    |                                                          |
| Grillgassenbrücke §12                            | 0 BW | Standort                         | ÖBB B110200            | Balken/Plattentragwerk freiaufliegend | keine Angabe                 | Straßenbrücke Klasse I    |           |            | 1960    |                                                          |
| Haidebrücke                                      | 1    | Ost Autobahn Standort            | ASFINAG B112000        | Balken/Plattentragwerk freiaufliegend | Stahlbeton                   | Straßenbrücke Klasse I    | 50        | 20         | 1979    |                                                          |
| Hasenleitensteg                                  | 0 BW | Mitterfeldgasse Standort         | Gemeinde B110500       | Balken/Plattentragwerk durchlaufend   | Stahl                        | Fußgängerbrücke Klasse I  | 75        | 3          | 2002    | Der Hasenleitensteg wurde früher Mitterfeldsteg genannt. |
| Hochstraße Kaiserebersdorf                       | 1    | Ost Autobahn Standort            | ASFINAG B110400        | Balken/Plattentragwerk durchlaufend   | Spannbeton                   | Straßenbrücke Klasse I    | 480       | 38         | 1982    |                                                          |
| Knoten Arsenal (ES 22)                           | 1    | Südosttangente Autobahn Standort | ASFINAG B112800        | Balken/Plattentragwerk durchlaufend   | Spannbeton                   | Straßenbrücke Klasse I    | 331       | 34         | 1976    |                                                          |
| Mannswörther Tunnel                              | 1    | Ost Autobahn Standort            | ASFINAG B111700        | Rahmen                                | Stahlbeton                   | Straßenbrücke Klasse I    | 5         | 50         | 1982    |                                                          |
| Pfaffenaubrücke                                  | 1    | Ost Autobahn Standort            | ASFINAG B111900        | Balken/Plattentragwerk freiaufliegend | Stahlbeton                   | Straßenbrücke Klasse I    | 70        | 38         | 1978    |                                                          |
| Schwechater Brücke                               | 1    | Ost Autobahn Standort            | ASFINAG B112100        | Balken/Plattentragwerk freiaufliegend | Stahlbeton                   | Straßenbrücke Klasse I    | 39        | 32         | 1981    |                                                          |
| Steg an der Ostbahnbrücke §12                    | 1    | Tragwerk Standort                | Gemeinde B110101       | Balken/Plattentragwerk durchlaufend   | Stahlbeton                   | Fußgängerbrücke Klasse I  | 41        | 2          | 1977    |                                                          |
| Steg an der Ostbahnbrücke, Rampe                 | 1    | Standort                         | Gemeinde B110102       |                                       |                              |                           |           |            |         |                                                          |
| Steg an der Ostbahnbrücke, Stiege bei Donaukanal | 1    | Standort                         | Gemeinde B110103       |                                       |                              |                           |           |            |         |                                                          |
| Unterfahrung Schwechat, TW Seite Wien            | 1    | Budapester Straße Standort       | Bund B111001           | Balken/Plattentragwerk freiaufliegend | Stahlbeton                   | Straßenbrücke Klasse I    | 25        | 17         | 1974    |                                                          |
| Unterfahrung Schwechat, TW Seite Schwechat       | 1    | Budapester Straße Standort       | Bund B111002           | Balken/Plattentragwerk freiaufliegend | Stahlbeton                   | Straßenbrücke Klasse I    | 25        | 17         | 1974    |                                                          |
| Wildpretbrücke                                   | 1    | Ost Autobahn Standort            | ASFINAG B111800        | Balken/Plattentragwerk freiaufliegend | Stahlbeton                   | Straßenbrücke Klasse I    | 50        | 32         | 1981    |                                                          |